# Égialée (Épigone)
Égialée ou Ægialée était un roi d'Argos et membre des Épigones qui attaquèrent Thèbes afin de venger leurs pères morts durant la guerre des Sept Chefs. 

## Famille
Égialée est le fils ainé d'Adraste, un roi d'Argos, et a pour mère soit Amphithéa ou Demonassa.

## Mythe
Roi d'Argos, Égialée rejoint les Épigones qui attaquèrent Thèbes afin de venger leurs pères morts durant la guerre des Sept Chefs.
Bien que son père soit le seul des Sept Chefs à ne pas mourir dans la bataille, Égialée à l'inverse fut le seul des chefs des Épigones à être tué quand ils reprirent la ville. En effet, Égialée fut tué par le roi thébain Laodamas,.